# 1380-ті
Пізнє Середньовіччя •  Реконкіста  •  Західна схизма  •  Монгольська імперія. Роки завоювань Тамерлана.

## Події

### Руські землі
1381 року повністю згорів Львів, зокрема міські архіви.
1385 року внаслідок підписання Кревської унії між Польщею та Великом князівством Литовським українські землі опинилися в спільній литовсько-польській державі. В 1389 у Великому князівстві Литовському почалася громадянська війна, в якій руські бояри підтримували Вітовта.
1382 року Кипріана позбавлено Київської митрополії. Його клопотання перед константинопольським патріархом не мало успіху. Коли 1385 року до Києва замість Кипріяна  прислали митрополита Діонісія, київський князь Володимир Ольгердович схопив і заточив його. 1389 року церковний собор у Константинополі врешті затвердив Кипріяна Митрополитом Київським.
1380 року військо московського князя Дмитра Донського завдало поразки війську претендента на ханський престол Золотої Орди Мамая. 1382 року ординський хан Тохтамиш захопив і спалив Москву. Дмитро Донський присягнув Тохтамишу, і йому було дозволено залишитися князем. Після смерті Донського в 1389 московське князівство очолив Василь I.

### Візантія, Туреччина
1382 року турки захопили Софію. 1385-го вони завдали поразки сербським військам поблизу  Берата. Наступного року війська Мурада I взяли Ніш. 1387 року турки захопили  Фессалоніки. Наступного року боснійці зупинили просування турків у битві поблизу Білича. 15 червня 1389 року турецькі війська розгромили об'єднані сили сербів та боснійців на Косовому полі попри загибель султана Мурада I. Сербія стала васалом Османської імперії. Турків очолив Баязид I, залишки сербів — Стефан Лазаревич. У 1390-му турки захопили місто Філадельфію, останній візантійський анклав у Малій Азії.
1390 року  Іоанн VII Палеолог скинув з візантійського трону свого діда Іоанна V Палеолога.  Йому вдалося протриматися при владі 6 місяців, після чого з допомогою візантійців Іоанн V повернув собі трон. Іоанн VII утік до турків.
1387 року  Афінське герцогство перейшло до родини Аччаюолі.

### Східна Європа
1381 року  Кейстут відібрав титул Великого князя Литовського у свого небожа Ягайла. У князівстві розпочалася громадянська війна.  1382 року Ягайло підступом полонив, а згодом убив, свого дядька. Сину Кейстута Вітовту вдалося втекти. 1983 року почалася війна між Великим князівством Литовським й Тевтонським орденом.
1382 року Ченстоховська ікона Божої Матері прибула з Єрусалима в Польщу. Того ж року помер король Угорщини та Польщі Людвік I Великий. Королевою Угорщини стала його донька Марія. Поляки обрали собі за короля іншу доньку Людвика Ядвігу. 16 жовтня 1384 року у Вавелі Ядвігу Анжуйську було короновано на короля Польщі.
14 серпня 1385 року Великий князь литовський Ягайло підписав з Польщею Кревську унію про об'єднання земель. Договір набирав чинності через рік і передбачав введення у Великому князівстві Литовському католицизму і сходження Ягайла на престол нової об'єднаної держави. Весілля Ягайла та Ядвіги Анжуйської відбулося 1386 року. Велике князівство Литовське прийняло християнство, литовські бояри отримали рівні права з польською шляхтою.
1388 року Ягайло поставив намісником Великого князівства Литовського Скиргайла Ольгердовича, що не сподобалося Вітовту. Розпочалася Литовсько-руська громадянська війна (1389–1392). Вітовт уклав союз із Тевтонським орденом і 1390 року 5 тижнів тримав в облозі Вільнюс, однак не зміг захопити міста.
У 1385 Карл III Неаполітанський з допомогою угорської знаті скинув з престолу королеву Угорщини Марію, нещодавно одружену з Сигизмундом I Люксембургом, братом короля Богемії Вацлава IV. 1386-го Єлізавета Боснійська, мати Марії Угорської, організувала вбивство Карла III Неаполітанського, і Марія повернулася на трон Угорщини. Наступного року чоловік Марії  Сигізмунд I Люксембург організував убивство своєї свекрухи Єлизавети Боснійської й проголосив себе співкоролем Угорщини разом зі своєю дружиною.
1386 року  господарем Волощини став Мірча I Старий. Молдавський господар Петро I 1387 року визнав себе васалом польсько-литовського короля Ягайла.

### Західна Європа
1381 року в Англії відбулося й зазнало поразки селянське повстання, яке очолив Вот Тайлер. Безпосередньою причиною повстання було впровадження поголовного податку. Значну роль у формуванні ідеології бунту відіграв проповідник Джон Болл. Рух послідовників Джона Болла, яких називали лолардами продовжувався й після поразки повстання. Джон Вікліф переклав Біблію англійською мовою. Перед смертю Вікліф розіслав памфлети з критикою папи Урбана IV, який не виправдав надій на реформи.
1387 року в Англії бунтівники лорди-апелянти захопили в полон короля Річарда II, змусивши його змінити придворних радників. Деяких із них було страчено за вироком так званого Безжального парламенту.
На початку десятиріччя Францією прокотилася низка повстань. У Провансі зав'язалася боротьба між прихильники Людовика II Анжуйського і Карла III Неаполітанського, яких підтримували авіньйонський антипапа й римський папа, відповідно. 1382 року французьке королівське військо розбило фламандських повстанців на чолі з Філіпом ван Артевелде у битві поблизу Росебеке, потім поклало край повстанню в  Руані.
За відсутності короля в Парижі вибухнуло повстання молотобійців проти запровадження нових податків. Карл VI придушив бунт, повернувшись із Фландрії 1383 року. 1388 року Карл VI вступив у повні права. Регентство Філіпа II Сміливого закінчилося.
1389 року Англія та Франція уклали мир, що призупинив Столітню війну на 13 років.
9 липня 1386 у битві при Земпасі війська Швейцарської конфедерації завдали значної поразки австрійській армії.
1388 року Гларус з допомогою Швейцарської Конфедерації завдав поразки військам Габсбургів у битві під Нефельсом.

### Південна Європа
1381 року Папа Римський Урбан IV через конфлікт із королевою Неаполя Джованною I віддав королівство Карлу з Дурреса. Карл III захопив Неаполь і полонив Джованну I. 1382 року королеву Джованну задушили. 1383 року Карл III успадкував Ахейське князівство. Потім між ним та папою Урбаном VI виник конфлікт, і Карл захопив понтифіка в полон. 1385 року Карл Неаполітанський захопив трон Угорщини, але ненадовго. Він загинув у результаті змови.  Королем Неаполя став   син Карла III
Владислав, а в Ахейському князівстві запанував безлад. Антипапа Климент VII «віддав» Неаполітанське королівство Людовику II Анжуйському. 1387 року Отон Брауншвейзький, підтримуючи Людовика II Анжуйського, взяв Неаполь. Король Владислав утік у Гаєту.
1381 року перемогою венеційців завершилася війна за Кіоджу між Венецією та Генуєю, що тривала три роки.
1385 року владу в Мілані захопив  Джан Галеаццо Вісконті. У 1388-му він захопив Падую та Тревізо.
У Португалії після смерті короля Фернанду I 1383 року виникла династична криза. Частина португальців підтримувала доньку покійного короля Фернандо Беатріс як регента, очікуючи народження спадкоємця в її шлюбі з королем Кастилії Хуаном I, інша частина — сина короля Педро I та Інес де Кастро, ще інша — байстрюка Жуана, магістра Авіського ордену. Здійснивши переворот, Жуан захопив владу й оголосив себе захисником королівства. Колишня королева Елеонора втекла в Кастилію за допомогою. Наступного року кастильські війська підійшли до Лісабона, але епідемія змусила їх відступити. 1385 року в битві біля Альжубаротти, відстоюючи незалежність Португалії, 7-тисячний португальський загін розбив 30-тисячну кастильську армію. Як наслідок Жуана I Авіського короновано королем Португалії.
1386 року англієць  Джон Гонт спробував скинути з трону Кастилії короля Хуана I, однак зазнав невдачі. Сторони примирилися й вирішили подружити своїх дітей.
1387 року Арагонське королівство успадкував Хуан I. 1390-го Кастилію та Леон успадкував  Енріке III.
1389 року Боніфацій IX змінив на Святому престолі Урбана IV.

### Північна Європа
1385 року короля Норвегії та Данії Олафа, через малоліття якого фактично правила його мати Маргарита I Данська,  обрано також титулярним королем Швеції на противагу Альбрехту Мекленбурзькому, який став втрачати авторитет. 1387 року малолітній король Олаф IV помер, але Маргарита Данська залишилася регентом. 1389 року війська Маргарити розгромили сили Альбрехта Макленбурзького, а самого шведського короля взяли в полон. Маргарита Данська де-факто об'єднала під своїм правлінням Данію, Норвегію та Швецію.

### Азія
1384 року самаркандський правитель Тамерлан захопив північну частину земель Джалаїридів на заході Ірану. Там його інтереси зіткнулися з інтересами хана Золотої Орди Тохтамиша, й між двома правителями виник конфлікт. 1386 року Тамерлан взяв Тбілісі. Цар Грузії Баграт V потрапив у полон. 1387 року Тохтамиш пішов походом на Тамерлана на Кавказ, але зазнав невдачі попри початкові успіхи. Тамерлан захопив Ісфахан та Шираз.
1388 року війська  династії Мін знищили столицю монголів Каракорум.

## Культура, наука
1385 року з нагоди одруження французького короля Карла VI з Ізабелою Баварською в Парижі було влаштовано перший придворний бал.
1386 року засновано  Гейдельберзький університет, а 1388-го Кельнський університет.
У Теночтітлані збудовано головний храм ацтеків Темпло Майор.